# Grb Občine Radovljica
Grb Občine Radovljica je hkrati grb mesta Radovljica, upodobljen pa je na zgodnjerenesančnem ščitu, ki izvira iz začetka 16. stoletja.
Osrednji motiv na belem polju ščita je mož, oblečen v rdečo suknjo, modre hlače, rdeče nogavice in črne čevlje, ki stoji na zeleni podlagi. V desni roki drži zlato kolo s šestimi naperami, v levici pa stilizirano mesto zlate barve.
Osnova grbu je pečat mesta Radovljica iz leta 1514. Barve grba so povzete po Valvasorjevi knjigi grbov iz leta 1687/88.